# John Carmack
John Carmack (ur. 21 sierpnia 1970) – amerykański programista, współzałożyciel firmy id Software. Carmack był głównym programistą przy grach: Commander Keen, Wolfenstein 3D, Doom, Quake oraz sequelach Dooma i Quake'a.
Zajmował się również rakietnictwem, był założycielem i głównym inżynierem w Armadillo Aerospace.

## Życiorys

### Młodość
John Carmack od dzieciństwa interesował się komputerami. W szkole podstawowej stworzył na komputerze przestrzenne logo MTV. Mając 14 lat włamał się do szkoły i ukradł komputer Apple II, za co spędził rok w zakładzie poprawczym. Podczas przeprowadzonych badań psychologicznych stwierdzono u niego „brak empatii dla innych istot ludzkich”.

### Programowanie gier
Carmack zaczął karierę pracą w studiu komputerowym Softdisk, gdzie poznał Johna Romero. W 1990 wraz z innymi pracownikami studia stworzyli pierwszą z gier Commander Keen, wydawanych przez studio Apogee Software, charakteryzującą się zoptymalizowanym silnikiem, pozwalającym na płynny scrolling. W 1991 John Carmack wraz z Romero opuścił Softdisk i stał się współzałożycielem firmy id Software.
John Carmack jest także pionierem w zakresie grafiki komputerowej stosowanej w FPS-ach oraz współtwórcą tego gatunku. Stworzył lub umożliwił praktyczne zastosowanie w czasie rzeczywistym, takich technik wyświetlania grafiki jak rzutowanie promieni (ray casting, w Hovertank 3D, Catacomb 3D), podział binarny przestrzeni (binary space partitioning, w Doom), buforowanie powierzchni (surface caching, w Quake) i MegaTexture (w Enemy Territory: Quake Wars, Rage). Spopularyzował i udoskonalił też technikę brył cieni (shadow volume) w implementacji wykorzystującej bufor szablonowy (stencil buffer): korekta do algorytmu cieniowania nazywana jest Carmack’s reverse („przewrót Carmacka”, w Doom 3).
Wspiera działalność organizacji zajmujących się wolnym oprogramowaniem. Silniki do gier Quake, Quake II i Quake III: Arena kilka lat po wyprodukowaniu zostały upublicznione na licencji GNU General Public License. Jego gry są zwykle tworzone w otwartym standardzie OpenGL.

### Rzeczywistość wirtualna
W 2013 John Carmack dołączył jako CTO (szef techniczny) w firmie Oculus VR, która później została przejęta przez Facebooka (aktualnie Meta).

### Sztuczna inteligencja
W 2022 roku przedsięwzięcie Johna Carmacka, firma Keen Technologies zajmująca się silną sztuczną inteligencją, została dofinansowana w wysokości 20 milionów dolarów.